# 2568 Maksutov
2568 Maksutov este un asteroid din centura principală, descoperit pe 13 aprilie 1980 de Zdeňka Vávrová.